# Passion and the Opera
„Passion and the Opera“ je píseň finské symphonic power metalové skupiny Nightwish, pocházející z alba Oceanborn. Díky opernímu prvku v druhé části je Passion and the Opera považována za jednu z nejtěžších písní Nightwish (říká se, že Tarja Turunen tuto píseň ve studiu nenazpívala najednou, ale po částech) a nebyla proto příliš hrávána živě. V současné době však Tarja na svých sólo vystoupeních zpívá pozměněnou verzi této písně.

## Seznam skladeb
1. „Passion and the Opera“ (single edit)
2. „Sacrament of Wilderness“